# Шаффер, Ричи
Ричард Майкл Шаффер (англ. Richard Michael Shaffer; 15 марта 1991, Флемингтон, Нью-Джерси) — американский бейсболист, инфилдер. В 2015 и 2016 годах играл в Главной лиге бейсбола в составе «Тампы-Бэй Рейс». После завершения спортивной карьеры пишет книги, работает в жанре научной фантастики.

## Биография

### Ранние годы
Шаффер родился во Флемингтоне, Нью-Джерси. Вырос в Шарлотт, Северная Каролина. В 2009 году закончил старшую школу Провиденс и в 25-м раунде драфта был выбран клубом «Лос-Анджелес Доджерс». Он не стал заключать контракт с клубом и поступил в Университет Клемсона в Южной Каролине. Выступал за студенческую команду «Клемсон Тайгерс», его показатель отбивания за три сезона составил 32,5 %.

### Профессиональная карьера
На драфте Главной лиги бейсбола 2012 года Шаффера в первом раунде под общим 25-м номером выбрала «Тампа-Бэй Рейс». В том же году он дебютировал в профессиональном бейсболе в составе «Хадсон-Вэлли Ренегейдс», проведя за клуб 33 игры. В 2013 году Шаффер играл за «Шарлотт Стоун Крабс» в Лиге штата Флорида, а после окончания сезона — в Осенней лиге Аризоны. Чемпионат 2014 года и начало сезона 2015 он провёл в лиге AA в составе «Монтгомери Бисквитс», а затем был переведён в AAA-лигу в «Дарем Буллз». Третьего августа 2015 года Шаффера вызвали в основной состав «Тампы» и он дебютировал в Главной лиге бейсбола.
Восемнадцатого ноября 2016 года его обменяли в «Сиэтл Маринерс». В декабре, после приобретения Криса Хестона, клуб выставил Шаффера на драфт отказов, откуда его забрала «Филадельфия Филлис». Двадцатого декабря «Филлис» выставили игрока на драфт отказов, после чего он перешёл в «Цинциннати Редс».
Двадцать шестого января 2017 года Ричи перешёл из «Редс» в «Кливленд Индианс». Сезон 2017 года Шаффер провёл в AAA-лиге в составе «Коламбус Клипперс», сыграл за клуб 131 матч, выбил 30 хоум-ранов. Начало следующего сезона он провалил и был отчислен. В июле 2018 года Ричи подписал контракт младшей лиги с «Милуоки Брюэрс».
Одиннадцатого апреля 2019 года Шаффер подписал контракт с клубом независимой Атлантической лиги «Хай-Пойнт Рокерс».

### После бейсбола
После окончания сезона 2019 года Шаффер завершил выступления и начал карьеру писателя. Осенью 2020 года был опубликован его первый научно-фантастический роман «The Eight of Earth: A Novel».